# اریک والتر الست
اریک والتر الست (انگلیسی: Eric Walter Elst؛ ۳۰ نوامبر ۱۹۳۶ – ۲ ژانویهٔ ۲۰۲۲) ستاره‌شناس بلژیکی در رصدخانهٔ پادشاهی بلژیک در اوکل و کاشف شمار زیادی سیارک است. مرکز بررسی ریزسیاره‌ها او را به دلیل کشف هزاران سیارک در رصدخانه لاسیا در رصدخانه جنوبی اروپا در شمال شیلی و رصدخانه روژن در بلغارستان در سال‌های ۱۹۸۶ تا ۲۰۰۹ در میان ده نفر برتر کاشفان سیارک‌ها قرار داده‌است.
سیارک الست ۳۹۳۶ که جرمی سنگی در ناحیهٔ داخلی کمربند سیارک‌ها است و قطری حدود ۶ کیلومتر داشت، به افتخار او نام‌گذاری شده‌است.
مرکز بررسی سیارک‌ها افتخار کشف ۳۸۶۶ سیارک در سال‌های ۱۹۸۶ تا ۲۰۰۹ را به الست داده‌است. کشفیات مهم او شامل یکی از سیارک‌های آپولو به نام ۴۴۸۶ میترا، سیارک و دنباله‌داری به نام سیارک ۷۹۶۸ و بیش از ۲۵ تروجان مشتری هستند.